# Symbolia schildi
Symbolia schildi är en tvåvingeart som beskrevs av Robinson 1966. Symbolia schildi ingår i släktet Symbolia och familjen styltflugor.
Artens utbredningsområde är Costa Rica. Inga underarter finns listade i Catalogue of Life.